# Dinastía Phagmodrupa
La dinastía Phagmodrupa o Pagmodru (en tibetano: ཕག་མོ་གྲུ་པ་, wylie: phag mo gru pa, AFI: [pʰʌ́kmoʈʰupa]; en chino, 帕木竹巴) fue un régimen dinástico que dominó el Tíbet o partes del mismo desde 1354 hasta principios del siglo XVII. Fue establecido por Tai Situ Changchub Gyaltsen de la familia Lang (wylie: rlangs) al final de la dinastía Yuan. La dinastía tuvo una importancia duradera en la historia del Tíbet; creó un reino autónomo después del gobierno de Yuan, revitalizó la cultura nacional e introdujo una nueva legislación que sobrevivió hasta la década de 1950. Sin embargo, la dinastía Phagmodrupa tuvo una historia turbulenta debido a las disputas familiares internas y el fuerte localismo entre linajes y feudos nobles. Su poder retrocedió después de 1435 y se redujo a Ü (Tíbet central oriental) en el siglo XVI debido al ascenso de la familia ministerial de Rinpungpa. Fue derrotado por la dinastía rival Tsangpa en 1613 y 1620, y fue reemplazado formalmente por el régimen de Ganden Phodrang fundado por el quinto Dalai Lama en 1642. En ese año, Güshi Khan de Khoshut transfirió formalmente las antiguas posesiones de Sakya, Rinpung y Phagmodrupa al «Gran Quinto».

## Fundación
El fundador Changchub Gyaltsen procedía del principado monástico Phagmodru («cruce en ferry de las cerdas»), que fue fundado como ermita en 1158 por el famoso erudito Kagyu Phagmo Drupa Dorje Gyalpo. Estaba situado en el distrito de Nêdong al sureste de Lhasa. Algún tiempo después de la muerte del fundador en 1170, algunos de sus discípulos se reunieron y organizaron un verdadero monasterio, llamado Dansa Thil (Wylie: gdan sa mthil, 1198). Phagmodru se convirtió en una propiedad grande y rica alrededor del monasterio, que estaba gobernada por miembros de la familia Lang. Mantuvieron una variante de la escuela de budismo Dagpo Kagyu conocida como Phagdru Kagyu. Cuando se impuso el dominio mongol en el Tíbet a mediados del siglo XIII, Phagmodru se convirtió en un apacentamiento bajo Hülegü Khan (m. 1266), formando una de las trece miriarquías (divisiones) del Tíbet central. Hacia fines del siglo XIII, la miriarquía atravesó tiempos difíciles y perdió territorio. Su fortuna fue revivida por Changchub Gyaltsen, quien se convirtió en señor del feudo en 1322. Se las arregló para derrotar a varios oponentes locales en un momento en que la dinastía Yuan, señor supremo del Tíbet, estaba en declive. El régimen deSakya, centrado en Tsang (Tíbet occidental central), hasta ahora había ejercido el poder sobre el Tíbet en nombre de los mongoles. Sin embargo, Tai Situ Changchub Gyaltsen reemplazó a Sakya en el período 1354-1358, recreando así un estado tibetano autónomo.
El gobernante mongol Toghon Temür estaba acosado por problemas internos, por lo que prefirió confirmar las adquisiciones de Changchub Gyaltsen y le otorgó los títulos de darakache y tai situ (gran tutor). La dinastía Ming no hizo ningún intento por restablecer el control estricto sobre el Tíbet que una vez ejercieron los mongoles. En 1372, el emperador Hongwu otorgó el título de Guando Guoshi al sucesor de Changchub Gyaltsen, Jamyang Shakya Gyaltsen (r. 1364-1373), junto con un sello de jade.

## Renovación administrativa
El nuevo régimen gobernó desde su palacio en Nêdong en el valle de Yarlung. Changchub Gyaltsen no tomó títulos reales sino que prefirió el título de desi ('regente'), es decir, para los antiguos reyes del Tíbet (600-842) cuya gloria deseaba revivir. El nuevo regente reorganizó la antigua administración mongol-sakya compartiendo el territorio en divisiones (de o dzongchen), bajo las cuales se encontraban distritos dzong (rdzong). Estos estaban encabezados por dzongpons que gobernaban desde ciudades fortificadas (también llamadas dzong) y combinaban funciones civiles y militares; estos fueron elegidos entre los seguidores cercanos de Changchub Gyaltsen e inicialmente no eran hereditarios. Abolió las leyes y costumbres mongolas en favor de las tradicionales tibetanas, que eran mucho menos duras. Tres siglos después, sus leyes fueron revisadas por el Quinto Dalai Lama y Sangye Gyatso, y luego permanecieron en vigor hasta el derrocamiento del estado del Dalai Lama en la década de 1950. La dinastía en primer lugar ejercía poder sobre el Tíbet central (Ü y Tsang).
Después de 1373, los gobernantes enviaban periódicamente tributos formales a los emperadores de la dinastía Ming en China, y recibieron de ellos el título de Chanhuawang (chino: 闡化王, príncipe que expone el budismo) en 1406. La corte Ming estableció formalmente una serie de prefecturas (都司) y condados (寨) en el Tíbet central. Un comisionado militar chino I fue designado en Hezhou cerca de la frontera en 1374. El emperador le otorgó autoridad de gobierno general sobre Do-Kham (Tíbet oriental) y Ü-Tsang (Tíbet central). Sin embargo, no hay rastro de esta oficina en las crónicas o documentos tibetanos. Fuentes tibetanas muestran que los títulos y sellos enviados por las autoridades chinas fueron valorados por los Phagmodrupa como añadidos a su prestigio, pero que los Ming no impusieron ordenanzas, impuestos o leyes. El emperador claramente prefirió emitir nombramientos formales de tibetanos como gobernantes en lugar de tratar de enviar oficiales o comandantes militares. Solo los asuntos esenciales, por ejemplo, la propiedad del Monasterio Sakya, debían ser juzgados por el emperador. En general, como argumenta Martin Slobodník, «los Phag-mo-gru no representaron un aliado importante o un enemigo peligroso de la dinastía Ming en su política interior asiática. La cantidad de información sobre estas relaciones disponible en fuentes chinas y tibetanas refleja el hecho de que en ningún momento representó una prioridad ni para el lado chino ni para el tibetano. En las relaciones con China, el Tíbet era sólo una de las numerosas regiones periféricas».

## Período de estabilidad política
Los primeros gobernantes fueron lamas que no se casaron y la sucesión hasta 1481 se hizo a través de parientes colaterales. La dinastía se dividió en tres ramas o más bien funcionarios: el gobernante desi, los maestros espirituales (chen-nga) de los monasterios de Dansa Thil y Tsethang, y el conservador de la familia (dunggyu dsinpa) que engendró niños para continuar el linaje Lang. Mientras que los primeros cuatro gobernantes se negaron a tomar títulos reales, contentándose con la dignidad de desi, el quinto gobernante Drakpa Gyaltsen se apropió de los títulos reales gongma ('el alto, superior') y chogyal. De 1354 a 1435 los gobernantes lograron mantener un equilibrio entre los distintos feudos. En particular, el reinado de 47 años de Drakpa Gyaltsen (1385-1432) fue recordado generalmente como pacífico y próspero. La era Phagmodrupa temprana es famosa por ser culturalmente productiva e incluso se la ha denominado una «edad de oro». Hubo un gran interés en revivir las glorias del antiguo reino tibetano, y muchos textos supuestamente antiguos fueron «redescubiertos» por clérigos eruditos. Los monasterios adquirieron una influencia cada vez mayor en la vida de los tibetanos. Este período incluyó el trabajo del reformador budista Je Tsongkhapa, fundador de la secta Gelug, y el de su pariente más joven Gedun Drub, considerado póstumamente como el primer Dalai Lama. Los gobernantes en el primer siglo de la dinastía fueron los siguientes:
1. Tai Situ Changchub Gyaltsen (wylie: ta'i si tu byang chub rgyal mtshan) (1302–1364, r. 1354–1364)
2. Desi Shakya Gyaltsen (wylie: sde srid sh'akya rgyal mtshan, ZWPY: Sagya Gyaincain) (1340–1373, r. 1364–1373), sobrino
3. Desi Drakpa Changchub (wylie: sde srid grags pa byang chub) (1356–1386, r. 1373–1381), sobrino
4. Desi Sonam Drakpa (wylie: sde srid bsod nams grags pa) (1359–1408, r. 1381–1385), hermano
5. Gongma Drakpa Gyaltsen (wylie: gong ma grags pa rgyal mtshan) (1374–1432, r. 1385–1432), primo
6. Gongma Drakpa Jungne (wylie: gong ma grags pa 'byung gnas) (1414–1445, r. 1432–1445), sobrino

## Fragmentación política renovada
Finalmente, los Phagmodrupa quedaron paralizados por la disidencia interna en la familia Lang. Una breve guerra civil en 1434 debilitó su posición. Poderosos feudatarios aprovecharon la oportunidad para aumentar su poder, en particular la familia Rinpungpa que llegó a dominar a Tsang. En 1481, uno de su línea, Donyo Dorje, logró que el rey Kunga Lekpa (r. 1448-1481) fuera depuesto. Rinpungpa tendía a asociarse con la secta Karmapa del budismo, mientras que Phagmodrupa a menudo (pero no exclusivamente) favorecía a la secta rival Gelug. En el panorama político de este período, era importante que los gobernantes encontraran alianzas con poderosos monasterios y sectas. El sobrino nieto de Kunga Lekpa, Ngawang Tashi Drakpa (r. 1499–1554, 1556/57–1564), logró hacer retroceder a los Rinpungpa del área de Lhasa en 1517–18. Fue el último rey efectivo de la dinastía, manteniendo buenas relaciones con el Segundo y Tercer Dalai Lamas, pero su influencia se restringió principalmente a Ü. A medida que envejecía, nuevas luchas internas acosaron a la familia, y su muerte en 1564 fue seguida por un largo interregno. Finalmente, su nieto Ngawang Drakpa Gyaltsen fue colocado en el trono en 1576. Aunque en gran medida impotente, mantuvo cierta importancia como punto focal alrededor del cual se equilibraban las diversas facciones nobles y clericales del este central del Tíbet. Al mismo tiempo, surgió una nueva dinastía poderosa en Tsang. Este fue el Tsangpa (1565-1642) que derrocó al Rinpungpa y aumentó su territorio en varias partes del Tíbet. Al igual que Rinpungpa, se aliaron con la secta Karmapa.
La historia de Phagmodrupa después de la muerte de Ngawang Drakpa Gyaltsen en 1603/04 es muy oscura, ya que ahora estaban completamente eclipsados por otras facciones políticas. Fueron derrotados por Tsangpa en 1613 y nuevamente en 1620, y el titular final fue expulsado de Lhasa en 1635. Después de su victoria sobre Tsangpa en 1642, el Quinto Dalai Lama mantuvo relaciones amistosas con el último señor titular de la línea. Sin embargo, algunos años después de la muerte de este último en 1671, Nêdong fue entregado a un extraño y la familia Lang cayó en la oscuridad. A pesar de su ignominiosa historia posterior, la dinastía tiene una buena reputación en la historiografía tradicional. Una historia traducida por Sarat Chandra Das en 1905 dice: «Durante el reinado de la dinastía Phag[mo]du, todo el Tíbet disfrutó de paz y prosperidad. La gente se hizo rica en dinero y ganado. El país disfrutó de inmunidad contra el hambre y la mortandad, y no fue acosado por invasiones extranjeras. Aunque algunas pequeñas peleas y disputas con algunos de los ministros descontentos y rapaces de vez en cuando perturbaban la paz del país, en general, la dinastía fue beneficiosa para el Tíbet».
Los últimos ocho gobernantes fueron:
1. Gongma Kunga Lekpa (wylie: gong ma kun dga' legs pa) (1433–1483, r. 1448–1481), hermano
2. Gongma Ngagi Wangpo (wylie: gong ma ngag gi dbang po) (1439–1491, r. 1481–1491), sobrino
3. Tsokye Dorje (wylie: mTs'o skyes rdo rje) (1450–1510, r. 1491–1499), regente de la línea Rinpungpa
4. Gongma Ngawang Tashi Drakpa (wylie: gong ma ngag dbang bkra shis grags pa (1488–1564, r. 1499–1554, 1556/57–1564), hijo de Gongma Ngagi Wangpo
5. Gongma Drowai Gonpo (wylie: gong ma gro ba'i mgon po) (1508–1548, r. 1524–1548), hijo
6. Gongma Ngawang Drakpa (wylie: gong ma ngag dbang grags pa) (m. 1603/04, r. 1554–1556/57, 1576–1603/04), hijo
7. Mipham Wanggyur Gyalpo (wylie: mi pham dbang sgyur rgyal po) (c. 1589–1613, r. 1604–1613), sobrino nieto
8. Mipham Sonam Wangchuk Drakpa Namgyal Palzang (wylie: mi pham bsod nams dbang phyug grags pa rnam rgyal pal bzang) (m. 1671, r. después de 1613), nieto de Ngawang Drakpa Gyaltsen[24]